# مغالطه قمارباز
مغالطهٔ قمارباز که به نام مغالطهٔ مونت کارلو یا مغالطهٔ رشد شانس نیز مشهور است، باوری است که بر اساس آن احتمال یک پیشامد مستقل در یک دنبالهٔ تصادفی، به پیشامدهای قبلی وابسته است. بر مبنای این مغالطه، یک قمارباز ممکن است به غلط تصوّر کند که در پرتاب مکرّر یک سکّه، هر چقدر تعداد بیشتری شیر پشت‌سر هم بیاید، احتمال آمدن خط در پرتاب بعدی بیشتر می‌شود؛ این در حالی است که احتمال ۲۱ بار شیر آمدن به‌طور متوالی در پرتاب‌های یک سکهٔ ایده‌آل ۱ در ۲۰۹۷۱۵۲ است، ولی احتمال شیر آمدن سکه در پرتاب بعدی همان ۰/۵ است.
عکس مغالطهٔ قمارباز می‌گوید مشاهدهٔ پیشامدی دور از انتظار (مثلاً آوردن جفت شش در پرتاب تاس)، بدین معناست که به احتمال زیاد پرتاب تاس به دفعات انجام شده که لابد چنین نتیجهٔ نامحتملی رخ داده است...
این مغالطه از اعتقاد به قانون اعداد کوچک ناشی می‌شود که در آن عدّه‌ای معتقدند، نتیجهٔ یک سری آزمایش بر روی فضای نمونه‌ای کوچک، می‌تواند نشان دهندهٔ همان نتایج برای جمعیّتی با اندازهٔ بزرگ‌تر باشد.

## مثال

### سکّه
فرض کنید یک سکّهٔ سالم داریم که احتمال شیر و خط آمدن آن برابر ۰/۵ باشد. حال می خواهیم با این سکّه یک بازی به شرح زیر انجام دهیم:
شخصی قرار است شیر و یا خط بودن سکه را درست پیش‌بینی کند. سکه را چند بار پرتاب می‌کنیم، که نتیجتاً برای مثال احتمال شیر آمدن در تمام پرتاب‌ها با توجه به قانون احتمال برابر است با:
{\displaystyle P(A)=P(\bigcap _{i=1}^{n}A_{i})=\prod _{i=1}^{n}P(A_{i})=({\frac {1}{2}})^{n}}
که {\displaystyle {\ce {n}}}= تعداد پرتاب‌ها

در این تصویر پرتاب یک سکّه شبیه‌سازی شده که هر رنگ یک طرف سکّه را نشان می‌دهد. با افزایش تعداد پرتاب‌ها، تعداد هر رنگ تقریباً ۵۰٪ کلّ پرتاب‌ها می‌شود، ولی اختلاف تعداد هر رنگ از لحاظ سیستماتیک به صفر میل نمی‌کند.

اکنون اگر در چهار پرتاب به صورت متوالی هر چهار دفعه «شیر» بیاید، احتمال آن برابر است با: {\displaystyle P(A)={\frac {1}{2^{4}}}={\frac {1}{16}}}
از این رو ممکن است فردی تصوّر کند که در پرتاب بعدی احتمال «خط» آمدن بیشتر از «شیر» باشد (این باور غلط یک نمونه از این سفسطه است)؛ در حالی که پرتاب کردن یک سکه متغیّری مستقّل است و وابستگی میان آخرین پرتاب و پرتاب‌های قبلی وجود ندارد. در نتیجه احتمال شیر یا خط آمدن پرتاب آخر، همچنان برابر است با: {\displaystyle {\frac {1}{2}}}یا ۰/۵. از این رو احتمال پنج بار «شیر» آمدن، با چهار بار «شیر» و یک بار «خط» آمدن برابر است و داریم: {\displaystyle {\frac {1}{2^{5}}}={\frac {1}{32}}}.
چون پرتاب‌ها مستقل از یکدیگرند، می‌توان این قضیه را توسّط «قضیهٔ بیز» دقیق‌تر اثبات کرد. بدین نحو که اگر پیشامد {\displaystyle A}را برای «خط آمدن پرتاب پنجم» در نظر بگیریم و پیشامد {\displaystyle B}را برای «شیر آمدن چهار پرتاب اوّل»، داریم:
{\displaystyle P(A|B)={\frac {P(B|A)P(A)}{P(B)}}={\frac {P(B|A)\times {\frac {1}{2}}}{({\frac {1}{2}})^{4}}}}
اکنون برای پیدا کردن {\displaystyle P(B|A)}می دانیم چهار پرتاب اوّل مستقل از پرتاب پنجم است، پس {\displaystyle P(B|A)=({\frac {1}{2}})^{4}}آنگاه:
{\displaystyle P(A|B)={\frac {({\frac {1}{2}})^{4}\times {\frac {1}{2}}}{({\frac {1}{2}})^{4}}}={\frac {1}{2}}}

### تاس
فردی یک تاس را ۱۰ مرتبه می‌اندازد. اگر حداقل یکبار ۱ بیاید، برنده می شود. می‌دانیم تاس سالم است و در نتیجه احتمال آمدن هر یک از وجوه آن برابر است با: {\displaystyle {\frac {1}{6}}}؛ از این رو احتمال حداقل یکبار ۱ آمدن برابر است با: {\displaystyle P(A)=1-({\frac {5}{6}})^{10}=0.83}. تاس برای بار اوّل انداخته می‌شود و عدد ۶ می‌آید. حال ممکن است به خاطر چنین سفسطه‌ای، فرد تصوّر کند که با این باخت در مرحلهٔ اوّل، احتمال برنده شدنش در مراحل بعدی بیشتر شده است! امّا احتمال حداقل یکبار ۱ آمدن برابر است با {\displaystyle P(A)=1-({\frac {5}{6}})^{9}=0.80}. نتیجتاً در این مرحله، احتمال برنده شدن فرد به اندازهٔ  ۰/۰۳ کمتر از مرحله قبل شده است! و به همین منوال این احتمال در هر مرحله کمتر و کمتر می‌شود.

## کازینو «مونت کارلو»
یک مثال مشهور در سال ۱۹۱۳ در کازینوی مونت کارلو رخ داد که در یک بازی، توپی ۲۶ بار به صورت متوالی در جایگاه سیاه قرار گرفت که احتمال آن تقریباً برابر با یک در ۶۶ میلیون بوده است. طی فرآیند، با مشاهده چندین بار قرار گرفتن توپ در جایگاه سیاه و با استنباط اینکه در مرحله بعدی در جایگاه قرمز قرار میگیرد، بسیاری از شرکت کننده‌ها روی قرمز شرط‌بندی کردند و نهایتاً باختند.

## جنسیّت فرزند
یک مورد دیگر از این سفسطه چنین است که برخی والدین بعد از داشتن چند فرزند با جنسیت یکسان، گمان می‌کنند که احتمال آمدن فرزند بعدی با جنس مخالف، بیشتر است که همین مورد را «پیر سیمون لاپلاس» در مقالهٔ سال ۱۷۹۶ خود ذکر کرده است.